# Dystrykt North West
Dystrykt North West (inna nazwa: Bokone-Bophirima) – jeden z 9 dystryktów Botswany, znajdujący się w północno-zachodniej części kraju. Utworzony w 2001 roku, z dwóch dystryktów: Chobe oraz Ngamiland. Stolicą nowego dystryktu zostało miasto Maun. W 2011 roku dystrykt ten zamieszkiwało 175,5 tys. ludzi. W 2001 roku liczba ludności wyniosła 142 970 osób.
Dystrykt North West podzielony jest na cztery poddystrykty: Chobe, Delta, Ngamiland North i Ngamiland South.
Na terenie dystryktu znajduje się kompleks jaskiń Gcwihaba, który od 2010 roku figuruje na botswańskiej liście informacyjnej – liście obiektów rozważanych do zgłoszenia na listę światowego dziedzictwa UNESCO.